# Winong (plaats in Pati)
Winong is een bestuurslaag in het regentschap Pati van de provincie Midden-Java, Indonesië. Winong telt 7508 inwoners (volkstelling 2010).